# 正徳院
正徳院（しょうとくいん、慶長19年（1614年） - 天和3年（1683年））は、旗本・水野成貞の正室。父は阿波徳島藩初代藩主・蜂須賀至鎮。母は小笠原秀政の娘で徳川家康の養女である敬台院。姉兄には三保姫（池田忠雄正室）、蜂須賀忠英がいる。名は萬、万。

## 生涯
阿波徳島藩初代藩主・蜂須賀至鎮と正室・氏姫（敬台院）の次女として生まれる。後に旗本・水野成貞へ嫁いだ。成貞との間には、寛永7年（1630年）に長男・水野成之、寛永18年（1641年）に次男・水野忠丘、他にも3人の娘を出産した。
慶安3年（1650年）、夫である成貞が死去し、家名を長男・成之が継ぐ。しかし、寛文4年（1664年）3月26日、成之が幡随院長兵衛を殺害したことで子ともども連座し、実家である徳島藩の蜂須賀光隆（兄忠英の子）に預けられた。
天和3年（1683年）、69歳で没する。墓所は徳島県徳島市丈六町にある丈六寺。法名は正徳院殿乾室了外大姉。
次男の水野忠丘が元禄元年（1688年）7月末に赦され、元禄14年（1701年）に旗本となったことで、水野の家名は存続した。

## 登場作品
- 侠客・幡随院長兵衛（テレビ東京系、1995年） 演：菅井きん

## 系譜
- 父：蜂須賀至鎮
- 母：敬台院（徳川家康養女）
- 兄姉：三保姫（池田忠雄正室）、蜂須賀忠英
- 夫：水野成貞
- 子：
  - 娘（賀嶋政玄[注釈 1]室）
  - 娘（稲田稙春室）、
  - 水野成之
  - 水野忠丘
  - 娘（山崎幸玄室）